# Kanał Trzcieliński

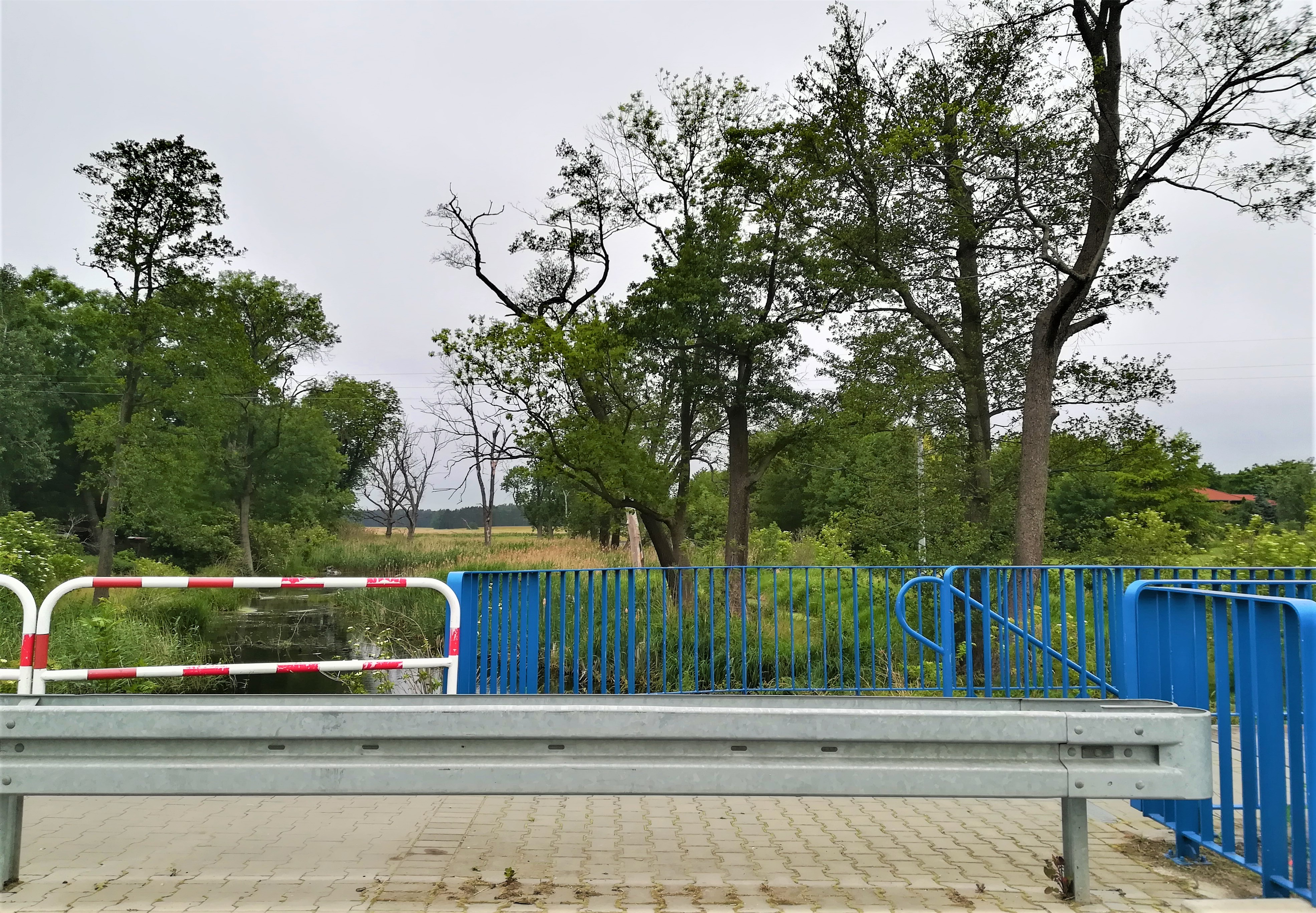
Kanał Trzcieliński w Trzcielinie

Kanał Trzcieliński (także: Konarzewski Potok) – w całości uregulowany ciek o długości około 1,7 km, znajdujący się w całym swoim biegu na terenie gminy Dopiewo (powiat poznański).
Kanał przepływa przez Trzcielin i Drogosławiec, uchodząc do Trzebawki. Dolina cieku pełni rolę korytarza migracyjnego dla dużych zwierząt, przede wszystkim saren, dzików i jeleni, łączącego obszar ochrony ścisłej Trzcielińskie Bagno z pozostałymi kompleksami leśnymi w obrębie Wielkopolskiego Parku Narodowego. Zinwentaryzowano tu siedliska płazów, jak również tamy budowane przez bobra europejskiego.
Nad ciekiem wzniesiony jest most o konstrukcji zespolonej stalowo-betonowej w ciągu drogi ekspresowej S5.